# Frice
En la literatura griega antigua frice (φρίκη, phríkē) es el un sustantivo que significa «horror, terror, escalofrío o espanto» y tiene la misma raíz que el verbo φρίττω (fríttō) «temblar». Los autores griegos utilizaban φρίκη como un sustantivo común y no como una deidad. Aparece siempre en textos relacionados con la tragedia griega. 
Aunque Phríkē no aparece personificada en la tragedia griega sí aparece en una tragedia en latín como Horror. Está ubicado en una lista de personificaciones divinas imitando la mitología griega, lo que sugiere que esta personificación podría proceder de una fuente griega. 
Los autores latinos usan Horror, Metus, Formido, Pavor, Terror y Timor, para referirse a las personificaciones del miedo, terror u horror. La mitología griega tiene solo dos personificaciones: Fobo (Φόβος, Phóbos) y Deimo (Δεῖμος, Deīmos), el «Temor» y el «Terror».

En Esquilo:
«Pero yo me estremezco de verte desgarrado por mil sufrimientos [...], porque, sin temblar ante Zeus, por propia voluntad, Prometeo, colmas a los mortales de excesivos honores».
En Sófocles:
«¡Ay, ay, desdichado! Pero ni contemplarte puedo, a pesar de que quisiera hacerte muchas preguntas, enterarme de muchas cosas y observarte mucho tiempo. ¡Tal horror me inspiras!».
En Eurípides:
«Hija, levanta el ánimo! He venido a golpes de terror».
En Séneca:
«Saltó fuera una terrible cohorte y se irguió en armas todo el linaje nacido del dragón, las catervas de hermanos nacidos de los dientes del monstruo de Dirce y la peste, mal ansioso de devorar al pueblo de Ogiges. Luego se dejó oír la torva Erinis y el Furor (Furor) ciego y el Horror (Horror) y, a una, todo aquello que producen y ocultan las eternas tinieblas: el Duelo (Luctus), arrancándose los cabellos, y la Enfermedad (Morbus), que apenas puede sostener su desfallecida cabeza, la Vejez (Senectus), dura para sí misma, y el angustioso Miedo (Metus)».